# Juliánusz
A Juliánusz latin eredetű férfinév, jelentése: a Julius nemzetséghez tartozó.  Női párja: Julianna.

## Rokon nevek
- Julián:[1] a Juliánusz rövidülése.[2]

Júliusz

## Gyakorisága
Az 1990-es években a Juliánusz és a Julián szórványos név, a 2000-es években nem szerepel a 100 leggyakoribb férfinév között.

## Névnapok
Juliánusz, Julián
- január 9.[2]
- március 8.[2]
- május 22.[2]

## Híres Juliánuszok, Juliánok
- Ágoston Julián Imre ciszterci szerzetes, író, költő
- Julian Draxler német labdarúgó
- Julian Huxley biológus
- Julian Jenner holland labdarúgó
- Julian McMahon ausztrál színész
- Julian Schieber német labdarúgó
- Julian Schwinger Nobel-díjas fizikus
- Julián Simón spanyol motorversenyző
- Julian Weigl német labdarúgó
- Julianus barát magyar Domonkos-rendi szerzetes